# Championnat d'Allemagne de football de deuxième division 1957-1958
Navigation
2. Oberliga
1956-1957 2. Oberligen
1958-1959
La 2. Oberliga 1957-1958 fut la 9e saison de 2. Oberliga (parfois également appelée II. Division), une ligue située au 2e échelon du football allemand dans certaines régions. Lors de la saison 1949-1950, seule l'Ouest de l'Allemagne (Land de Rhénanie du Nord-Wesphalie) disposait d'une 2. Oberliga à deux sous-groupes. La compétition passera à un format à un groupe unique à partir de la saison 1952-1953. L'Allemagne du Sud (Länder de Hesse, Bade-Wurtemberg et Bavière) suit le mouvement et introduit sa propre 2. Oberliga pour la saison 1950-1951, et l'Allemagne du Sud-Ouest (Land de Rhénanie-Palatinat et protectorat puis Land de Sarre) suivra la saison suivante. En Allemagne du Nord (Länder de Basse-Saxe et de Schleswig-Holstein ainsi que villes libres de Hambourg et Brême), et à Berlin-Ouest, ce sont les Amateurligen qui jouaient le rôle de 2de division.

## 2. Oberliga West
Le 2. Oberliga West 1957-1958 fut une ligue située au 2e niveau de la hiérarchie du football ouest-allemand.
Ce fut la 9e édition de cette ligue qui couvrait le même territoire que l'Oberliga West, c'est-à-dire le Land de Rhénanie du Nord-Wesphalie, donc les clubs affiliés à une des trois fédérations composant la Westdeutscher Fußball-und Leichtathletikverband (WFLV).
Les deux premiers furent promus en Oberliga West pour la saison suivante.

### Compétition

#### Légende
| Légende       |                                                                    |
| C             | Champion 2. Liga West & promu en Oberliga West la saison suivante. |
| P             | promu en Oberliga West la saison suivante.                         |
| R             | relégué vers les séries de Verbandsliga pour la saison suivante.   |
| en diminution | club relégué de l'Oberliga West depuis la saison précédente        |

#### Classement
|   |    |                            | M  | G  | N  | P  | +  | -  | Avg  | Pts |
| - | -- | -------------------------- | -- | -- | -- | -- | -- | -- | ---- | --- |
| C | 1  | STV Horst-Emscher          | 30 | 19 | 7  | 4  | 69 | 40 | 1,73 | 45  |
| P | 2  | Borussia München-Gladbach  | 30 | 19 | 5  | 6  | 75 | 37 | 2,02 | 43  |
|   | 3  | TSV Marl-Hüls              | 30 | 21 | 0  | 9  | 88 | 47 | 1,87 | 42  |
|   | 4  | SV Bayer 04 Leverkusen     | 30 | 14 | 10 | 6  | 68 | 39 | 1,74 | 38  |
|   | 5  | VfB Bottrop                | 30 | 17 | 4  | 9  | 71 | 54 | 1,31 | 38  |
|   | 6  | SpVgg Herten 07/12         | 30 | 14 | 9  | 7  | 49 | 40 | 1,23 | 37  |
|   | 7  | Schwarz-Weiss Essen        | 30 | 14 | 8  | 8  | 78 | 46 | 1,70 | 36  |
|   | 8  | VfL Benrath                | 30 | 11 | 8  | 11 | 70 | 66 | 1,06 | 30  |
|   | 9  | SG Eintracht Gelsenkirchen | 30 | 11 | 7  | 12 | 55 | 55 | 1,00 | 29  |
|   | 10 | Sportfreunde Gladbeck      | 30 | 10 | 8  | 12 | 56 | 59 | 0,95 | 28  |
|   | 11 | SG Düren 99                | 30 | 11 | 5  | 14 | 51 | 62 | 0,82 | 27  |
|   | 12 | Rheydter SpV               | 30 | 7  | 8  | 15 | 47 | 59 | 0,80 | 22  |
|   | 13 | BV Union 05 Krefeld        | 30 | 8  | 6  | 16 | 29 | 64 | 0,45 | 22  |
|   | 14 | Dortmunder SC 95           | 30 | 7  | 4  | 19 | 40 | 82 | 0,49 | 18  |
| R | 15 | SG Wattenscheid 09         | 30 | 5  | 3  | 22 | 38 | 84 | 0,45 | 13  |
| R | 16 | VfB Marathon Reimscheid    | 30 | 4  | 4  | 22 | 29 | 80 | 0,36 | 12  |

### Relégués d'Oberliga
À la fin de cette saison, les équipes qui descendirent d'Oberliga West furent : Wuppertaler SV et Sportfreunde Hamborn 07.

### Montants des séries inférieures
À la fin de cette saison, les deux derniers classés furent relégués vers les séries de Verbandsligen et remplacés par : TuS Lintfort et SpVgg Erkenschwick.

#### Résultats du tour final des Verbandsligen
| Légende |                                                     |
| P       | club promu en 2. Oberliga West, la saison suivante. |

Le tour final concerna les trois champions des Verbandsligen ("Mittelrhein", "Niederrhein" et "Westfalen"). 
- Tour final:

|   |   |                         | M | G | N | P | + | - | Avg  | Pts |
| - | - | ----------------------- | - | - | - | - | - | - | ---- | --- |
|   | 1 | Hombrucher FV 08        | 2 | 1 | 1 | 0 | 5 | 2 | 2,50 | 3   |
| P | 2 | TuS Lintfort            | 2 | 1 | 0 | 1 | 3 | 3 | 0,33 | 2   |
|   | 3 | SV Bergisch Gladbach 09 | 2 | 0 | 1 | 1 | 2 | 3 | 0,67 | 1   |

À l'issue du tour final, le Hombrucher FV 08 renonça à la promotion tout comme le SV Bergisch Gladbach 09, 3e classé. Ce fut finalement le SpVgg Erkenschwick, vice-champion de la Verbandsliga Westfalen, qui fut le 2e promu !

## 2. Oberliga Südwest
Le 2. Oberliga Südwest 1957-1958 fut une ligue située au 2e niveau de la hiérarchie du football ouest-allemand.
Ce fut la 7e édition de cette ligue qui couvrait le même territoire que l'Oberliga Südwest, c'est-à-dire les Länder de Sarre et de Rhénanie-Palatinat, donc pour les clubs affiliés à la Fußball-Regional-Verband Südwest (FRVS).
Les deux premiers classés furent promus en Oberliga Südwest pour la saison suivante.

### Compétition

#### Légende
| Légende         |                                                                          |
| C               | Champion 2. Liga Südwest & promu en Oberliga Südwest la saison suivante. |
| P               | promu en Oberliga Südwest la saison suivante                             |
| R               | Relégué en vers les séries inférieures en vue de la saison suivante      |
| en diminution   | club relégué de l'Oberliga Südwest depuis la saison précédente           |
| en augmentation | club promu des séries inférieures depuis la saison précédente.           |

#### Classement
|   |    |                             | M  | G  | N  | P  | +  | -  | Avg  | Pts |
| - | -- | --------------------------- | -- | -- | -- | -- | -- | -- | ---- | --- |
| C | 1  | SpVgg Weisenau              | 30 | 18 | 4  | 8  | 86 | 54 | 1,59 | 40  |
| Q | 2  | Sportfreunde 05 Saarbrücken | 30 | 15 | 8  | 7  | 80 | 60 | 1,33 | 38  |
|   | 3  | FV Engers 07                | 30 | 15 | 7  | 8  | 68 | 43 | 1,58 | 37  |
|   | 4  | SV Niederlahnstein          | 30 | 13 | 12 | 5  | 58 | 37 | 1,57 | 37  |
|   | 5  | VfR Kirn                    | 30 | 15 | 7  | 8  | 72 | 49 | 1,47 | 37  |
|   | 6  | ASC Dudweiler               | 30 | 16 | 4  | 10 | 69 | 52 | 1,33 | 36  |
|   | 7  | SV Ludweiler-Warndt         | 30 | 12 | 7  | 11 | 58 | 61 | 0,95 | 31  |
|   | 8  | ASV Landau                  | 30 | 11 | 8  | 11 | 65 | 71 | 0,92 | 31  |
|   | 9  | TSC Zweibrücken             | 30 | 10 | 8  | 12 | 57 | 50 | 1,14 | 28  |
|   | 10 | FC 08 Homburg               | 30 | 11 | 6  | 13 | 53 | 63 | 0,84 | 28  |
|   | 11 | SpVgg Andernach             | 30 | 9  | 10 | 11 | 46 | 64 | 0,72 | 28  |
|   | 12 | BSC 1914 Oppau              | 30 | 10 | 7  | 13 | 59 | 60 | 0,98 | 27  |
|   | 13 | VfL Trier                   | 30 | 9  | 7  | 14 | 53 | 70 | 0,76 | 24  |
|   | 14 | SC Viktoria Hühnerfeld      | 30 | 8  | 8  | 14 | 49 | 59 | 0,83 | 24  |
| R | 15 | FC Germania Metternich      | 30 | 10 | 3  | 17 | 55 | 82 | 0,67 | 23  |
| R | 16 | VfL Neuwied                 | 30 | 3  | 4  | 23 | 39 | 89 | 0,44 | 10  |

#### Changements de nom
Depuis la fin de la saison précédente, l'ASV Hochfeld 1925 est devenu le Ludwigshafener SC 1925.
Après la fin de la saison, le SC Viktoria Hühnerfeld prit le nom de SC Viktoria Sulzbach.

### Relégués de l'Oberliga Südwest
En fin de saison, les deux clubs suivants furent relégués depuis l'Oberliga Südwest:
- VfR Kaiserslautern
- SV St-Ingbert

### Montants des séries inférieures
Les deux derniers classés furent relégués vers les séries inférieures et, en vue de la saison suivante, furent remplacées par:
- Ludwigshafener SC 1925
- Sportfreunde Herdorf

#### Résultats du tour final des Amateurligen
| Légende       |                                                               |
| P             | Promu en 2. Oberliga Südwest, la saison suivante.             |
| en diminution | club relégué de la 2. Oberliga Südwest, la saison précédente. |

|   |   |                        | M | G | N | P | +  | -  | Avg  | Pts |
| - | - | ---------------------- | - | - | - | - | -- | -- | ---- | --- |
| P | 1 | Ludwigshafener SC 1925 | 6 | ? | ? | ? | 16 | 7  | 2,29 | 9   |
| P | 2 | VfB Theley             | 6 | ? | ? | ? | 16 | 7  | 2,29 | 7   |
|   | 3 | FSV Schifferstadt      | 6 | ? | ? | ? | 9  | 10 | 0,90 | 6   |
|   | 4 | Sportfreunde Herdorf   | 6 | ? | ? | ? | 6  | 23 | 0,26 | 2   |

## 2. Oberliga Süd
Pour un article plus général, voir Zweite Oberliga Sud (1950-1963).
Le 2. Oberliga Süd 1957-1958 fut une ligue située au 2e niveau de la hiérarchie du football ouest-allemand.
Ce fut la 8e édition de cette ligue qui couvrait le même territoire que l'Oberliga Süd, c'est-à-dire les Länder de Bade-Wurtemberg, de Bavière et de Hesse.
Les deux premiers classés furent promus en Oberliga Süd pour la saison suivante.

### Compétition

#### Légende
| Légende         |                                                                        |
| C               | Champion 2. Liga Süd & promu en Oberliga Süd la saison suivante.       |
| P               | promu en Oberliga Süd la saison suivante                               |
| R               | Relégué vers les séries de 1. Amateurliga en vue de la saison suivante |
| en diminution   | club relégué de l'Oberliga Süd depuis la saison précédente             |
| en augmentation | club promu des séries de 1. Amateurliga depuis la saison précédente    |

#### Classement
|   |    |                          | M  | G  | N  | P  | +  | -  | Avg  | Pts |
| - | -- | ------------------------ | -- | -- | -- | -- | -- | -- | ---- | --- |
| C | 1  | SV 07 Waldhof            | 34 | 20 | 6  | 8  | 83 | 53 | 1,57 | 46  |
| P | 2  | TSG 1846 Ulm             | 34 | 17 | 9  | 8  | 82 | 51 | 1,61 | 44  |
|   | 3  | VfL 07 Neustadt/Coburg   | 34 | 17 | 6  | 11 | 63 | 46 | 1,37 | 40  |
|   | 4  | Freiburger FC            | 34 | 14 | 10 | 10 | 52 | 41 | 1,27 | 38  |
|   | 5  | FC Bayern Hof 1910       | 34 | 17 | 4  | 13 | 62 | 61 | 1,02 | 38  |
|   | 6  | SpVgg Amicitia Viernheim | 34 | 16 | 3  | 15 | 64 | 58 | 1,10 | 35  |
|   | 7  | SV Darmstadt 98          | 34 | 13 | 7  | 14 | 52 | 54 | 0,96 | 33  |
|   | 8  | SpVgg 03 Neu-Isenburg    | 34 | 12 | 9  | 13 | 55 | 73 | 0,75 | 33  |
|   | 9  | ASV Cham                 | 34 | 13 | 6  | 15 | 63 | 58 | 1,09 | 32  |
|   | 10 | FC Hanau 93              | 34 | 12 | 8  | 14 | 62 | 69 | 0,90 | 32  |
|   | 11 | 1. FC Pforzheim          | 34 | 12 | 7  | 15 | 66 | 61 | 1,08 | 31  |
|   | 12 | TSV 1861 Straubing       | 34 | 10 | 11 | 13 | 57 | 70 | 0,81 | 31  |
|   | 13 | SV Wiesbaden             | 34 | 11 | 10 | 13 | 47 | 58 | 0,81 | 31  |
|   | 14 | VfB Hemlbrechts          | 34 | 12 | 7  | 15 | 51 | 65 | 0,78 | 31  |
|   | 15 | KSV Hessen Kassel        | 34 | 11 | 8  | 15 | 53 | 59 | 0,90 | 30  |
|   | 16 | SC Borussia 04 Fulda     | 34 | 13 | 4  | 17 | 76 | 89 | 0,85 | 30  |
| R | 17 | TSV Schwaben Augsburg    | 34 | 8  | 13 | 13 | 56 | 59 | 0,95 | 29  |
| R | 18 | FC Singen 04             | 34 | 12 | 4  | 18 | 55 | 74 | 0,74 | 28  |

### Relégués d'Oberliga
À la fin de cette saison, les clubs qui descendirent d'Oberliga Süd furent:
- SSV Jahn Regensburg
- SV Stuttgarter Kickers

### Montants des séries inférieures
En vue de la saison suivante, les deux derniers classés de 2. Liga Süd furent relégués vers les séries d'Amateurliga et remplacés par :
- VfB Friedberg
- 1. FC 01 Bamberg

#### Résultats du tour final des Amateurligen
| Légende |                                                    |
| P       | club promu en 2. Oberliga Süd, la saison suivante. |

Le tour final concerna les champions des cinq Amateurligen ("Baden", "Bayern", "Hessen", "Südbaden", "Württemberg").
- Tour final

|   |   |                  | M | G | N | P | + | -  | Avg  | Pts |
| - | - | ---------------- | - | - | - | - | - | -- | ---- | --- |
| P | 1 | VfB Friedberg    | 4 | 4 | 0 | 0 | 9 | 1  | 9,00 | 8   |
| P | 2 | 1. FC 01 Bamberg | 4 | ? | ? | ? | 4 | 3  | 1,33 | 5   |
|   | 3 | VfL Neckarau     | 4 | ? | ? | ? | 8 | 9  | 0,89 | 4   |
|   | 4 | Offenburger FV   | 4 | ? | ? | ? | 7 | 8  | 0,88 | 2   |
|   | 5 | Union Böckingen  | 4 | 0 | 1 | 3 | 3 | 10 | 0,30 | 1   |